# Kim Appleby
Kim Appleby (* 28. August 1961 in Stockton-on-Tees) ist eine britische Sängerin.

## Biografie
Zusammen mit ihrer Schwester Melanie Appleby bildete sie in den 1980er Jahren das Duo Mel & Kim. Zwischen Herbst 1986 und Frühjahr 1988 hatten sie in Großbritannien vier Top-10-Hits in den Charts, von denen einer sogar die Spitze erreichte.
Nach dem frühen Tod ihrer Schwester im Alter von nur 23 Jahren durch die Folgen einer Krebserkrankung machte Kim Appleby solo weiter. Sie nahm Songs, die für das nächste gemeinsame Album von Mel & Kim geplant gewesen und von beiden geschrieben worden waren, alleine auf und veröffentlichte Ende 1990 das nach ihr selbst benannte Debütalbum. Unterstützt wurde sie dabei von ihrem Freund Craig Logan, dem ehemaligen Bassisten von Bros. Die erste Single Don't Worry war ein internationaler Top-10-Hit und erreichte im November 1990 Platz 2 der UK-Charts. Drei weitere Auskopplungen erreichten ebenfalls gute Chartplatzierungen und auch das Album war international recht erfolgreich.
Appleby trat als Darstellerin in zwei Folgen der TV-Serie Coronation Street auf. 
Im Herbst 1993 folgte das Album Breakaway, das zwar wieder drei Chartsingles hervorbrachte, die aber keine hohen Platzierungen erreichten. Das Album kam nicht in die Hitparaden. Daraufhin gab es ein gutes Jahrzehnt lang keine Veröffentlichungen mehr von ihr.
2004 war sie Gastmusikerin bei DJ Tonka auf dessen Album 84. Drei Jahre später erschien mit der Downloadsingle High wieder eine eigene Veröffentlichung. 2010 schloss sie sich mit dem Kölner House-Musiker Levthand zusammen und brachte mit ihm zwei Singles heraus.

## Diskografie

### Alben
- 1990: Kim Appleby
- 1993: Breakaway

### Singles
- 1990: Don’t Worry
- 1991: G.L.A.D.
- 1991: Mama
- 1991: If You Cared
- 1993: Light of the World
- 1993: Breakaway
- 1994: Free Spirit
- 2007: High (nur Download)
- 2010: Took a Minute (zusammen mit Levthand als Levthand feat. Kim Appleby)
- 2011: The World Today Is a Mess (Levthand feat. Kim Appleby)